# Савиярви
Савиярви — озеро на территории Поросозерского сельского поселения Суоярвского района Республики Карелия.

## Общие сведения
Площадь озера — 3,4 км². Располагается на высоте 177,9 метров над уровнем моря.
Форма озера продолговатая, вытянута с северо-запада на юго-восток. Берега каменисто-песчаные, частично заболоченные.
Сток из озера осуществляется протокой, вытекающей из северо-западной оконечности озера, впадающей в Вонгозеро, воды которого через озеро Мярат попадают в реку Чебу.
Код водного объекта в государственном водном реестре — 01040100211102000017647.